# Distretto di Tashlaq
Il distretto di Tashlaq (usbeco Toshloq) è uno dei 15 distretti della Regione di Fergana, in Uzbekistan. Il capoluogo è Tashlaq.